# Пак И Чун
Пак И Чун (кор. 박의춘, Pak Ui-chun, нар. 15 серпня 1932) — північнокорейський дипломат. Надзвичайний і Повноважний Посол КНДР в РФ (1998-2006). Міністр закордонних справ Північної Кореї (2007-2014).

## Життєпис
Пак розпочав свою дипломатичну кар'єру послом у Камеруні. Потім він керував північнокорейськими місіями в Алжирі, Сирії та Лівані. Обіймав посаду посла Північної Кореї з 1998 по серпень 2006 року в РФ. У той же час, починаючи з 1998 року, він є членом президії Верховних народних зборів Північної Кореї. 18 травня 2007 року указом Президії Верховних народних зборів він був призначений новим міністром закордонних справ. Призначення Пака на посаду міністра закордонних справ трактувалося як ознака більш сильного повороту міжнародно ізольованого північнокорейського режиму до Росії.